# Чемпионат Южной Америки по волейболу среди мужчин 1995
21-й чемпионат Южной Америки по волейболу среди мужчин прошёл с 7 по 10 сентября 1995 года в Порту-Алегри (Бразилия) с участием 4 национальных сборных команд (финальный турнир). Чемпионский титул в 20-й раз в своей истории и в 15-й раз подряд выиграла сборная Бразилии.

## Команды-участницы
Бразилия — страна-организатор;
Аргентина — по итогам предыдущего чемпионата;
Венесуэла, Чили — по итогам квалификации.

## Квалификация
Квалификационный турнир прошёл в августе 1995 года. Участники — Боливия, Венесуэла, Парагвай, Перу, Уругвай, Чили.
Итоговая расстановка: 1. Венесуэла, 2. Чили, 3. Боливия, 4. Перу, 5. Уругвай, 6. Парагвай.
По итогам квалификации путёвки в финальный турнир получили две лучшие команды — Венесуэла и Чили.

## Система проведения чемпионата
4 команды-участницы на предварительном этапе провели однокруговой турнир. Две лучшие команды в финальном матче разыграли чемпионский титул, а две другие в матче за 3-е место — бронзовые награды.

## Предварительный этап
| М | Команда   | 1   | 2   | 3   | 4   | И | В | П | С/П | О |
| - | --------- | --- | --- | --- | --- | - | - | - | --- | - |
| 1 | Бразилия  |     | 3:1 | 3:0 | 3:0 | 3 | 3 | 0 | 9:1 | 6 |
| 2 | Аргентина | 1:3 |     | 3:0 | 3:0 | 3 | 2 | 1 | 7:3 | 5 |
| 3 | Венесуэла | 0:3 | 0:3 |     | 3:0 | 3 | 1 | 2 | 3:6 | 4 |
| 4 | Чили      | 0:3 | 0:3 | 0:3 |     | 3 | 0 | 3 | 0:9 | 3 |

7 сентября: Аргентина — Венесуэла 3:0; Бразилия — Чили 3:0 (15:2, 15:3, 15:4).
8 сентября: Венесуэла — Чили 3:0; Бразилия — Аргентина 3:1 (15:5, 15:5, 12:15, 15:2).
9 сентября: Аргентина — Чили 3:0; Бразилия — Венесуэла 3:0 (15:7, 15:6, 15:2).

## Матч за 3-е место
10 сентября
Венесуэла — Чили 3:0 (15:9, 15:9, 15:5).

## Финал
10 сентября
Бразилия — Аргентина 3:1 (12:15, 15:12, 15:5, 15:3).

## Итоги

### Положение команд
С учётом квалификации
| Бразилия    |
| Аргентина   |
| Венесуэла   |
| 4. Чили     |
| 5. Боливия  |
| 6. Перу     |
| 7. Уругвай  |
| 8. Парагвай |

### Призёры
Бразилия: Жилсон, Жиба (Жилберто Годой), Танде, Налберт, Джоване, Марсело Неграо, Макс, Маурисио, Карлао, Рейналдо, Леандро, Пинья. Тренер — Зе Роберто (Жозе Роберто Гимарайнс).
  Аргентина: Маркос Милинкович, Эльгета, Хабиф, Фирпо, Куайни, Вебер, Борреро, Романо, Малы, Перейра, Родригес, Периотта. Тренер — Даниэль Кастеллани.
  Венесуэла: Рейес, Бланко, Рохас, Вальдеррама, Акоста, Монтано, Матеус, Манзанильо, Гусман, Альварадо, Рамирес, Магдьель. Тренер — Хосе Давид Суарес.